# Liste der Naturdenkmale in Siegelsbach
| Naturdenkmale | Anzahl |
| ------------- | ------ |
| FND           | 0      |
| END           | 1      |
| Gesamt        | 1      |

Die Liste der Naturdenkmale in Siegelsbach nennt die verordneten Naturdenkmale (ND) der im baden-württembergischen Landkreis Heilbronn liegenden Gemeinde Siegelsbach. In Siegelsbach gibt es insgesamt ein als Naturdenkmal geschütztes Objekt, das ein Einzelgebilde-Naturdenkmal (END) ist.
Stand: 1. November 2016.

## Einzelgebilde (END)
| Name                          | Bild        | Kennung     | Einzelheiten                                            | Position | Fläche Hektar | Datum         |
| ----------------------------- | ----------- | ----------- | ------------------------------------------------------- | -------- | ------------- | ------------- |
| 1 Linde, sog. „Friedenslinde“ | abgestorben | 81250870001 | Siegelsbach Nicht mehr in der LUBW-Datenbank vorhanden. | ⊙        | 0,0           | 18. Juli 1986 |
| Legende für Naturdenkmal      |             |             |                                                         |          |               |               |